# Saint-Alyre-d'Arlanc
Saint-Alyre-d'Arlanc là một xã thuộc tỉnh Puy-de-Dôme trong vùng Auvergne-Rhône-Alpes miền trung nước Pháp. Xã này nằm ở khu vực có độ cao trung bình 845 mét trên mực nước biển.
Thị trấn này nằm bên tuyến đường D999 và gần như trung lộ giữa các thành phố Clermont-Ferrand và Saint-Étienne và ở giữa trung tâm của vườn tự nhiên vùng Livradois-Forez.
Thị trấn có rừng thông bao quanh, cách thị xã trung cổ La Chaise-Dieu 9 km về phia snam..